# Fanni Kaplan
Fanni Yefimovna Kaplan (10 de fevereiro de 1890 - Moscou, 3 de setembro de 1918) foi uma revolucionária russa que tentou assassinar Vladimir Lenin em 1918.

## Biografia
Kaplan nasceu em uma família judia, como uma de sete filhos. Tornar-se-ia uma revolucionária política em idade precoce, unindo-se aos socialistas revolucionários. Em 1906, quando tinha 16 anos, Kaplan foi presa em Kiev por seu envolvimento em um atentado terrorista, e foi enviada para uma katorga (campo de prisioneiros de trabalhos forçados). Ela foi libertada em 3 de março de 1917 após a Revolução de Fevereiro que derrubou o governo imperial.
Kaplan se desiludiu com Lenin, por causa do conflito entre os socialistas revolucionários e o partido bolchevique. Os bolcheviques tinham um forte apoio nos sovietes, no entanto nas eleições para a Assembleia Constituinte em novembro 1917 os bolcheviques não conseguiram ganhar a maioria e um membro do partido socialista revolucionário foi eleito presidente em janeiro de 1918, provocando a dissolução ilegal da Assembleia Constituinte pelos bolcheviques. Em agosto de 1918 os conflitos entre os bolcheviques e os seus adversários políticos levaram à proibição da maioria dos outros partidos influentes – incluindo o do socialistas revolucionários de esquerda, que tinha sido o principal parceiro de coligação dos bolcheviques durante algum tempo, mas que tinha organizado uma revolta em julho por causa de sua oposição ao Tratado de Brest-Litovski. Kaplan decidiu assassinar Lenin porque ela o considerava "um traidor da revolução".
Em 1918, ela abordou Lenin na rua e discutiu com ele sobre a dissolução da Assembleia Constituinte russa e atirou nele duas vezes. Uma bala atravessou o casaco de Lenin, e outras duas o atingiram: uma perfurando parte de seu pulmão esquerdo parando perto de sua clavícula direita, e outra atingiu seu ombro esquerdo.
Kaplan morreria às mãos da Cheka poucos dias depois.
Nos próximos meses, cerca de 800 SRs e outros opositores políticos bolcheviques foram executados sem julgamento.